# John William Draper

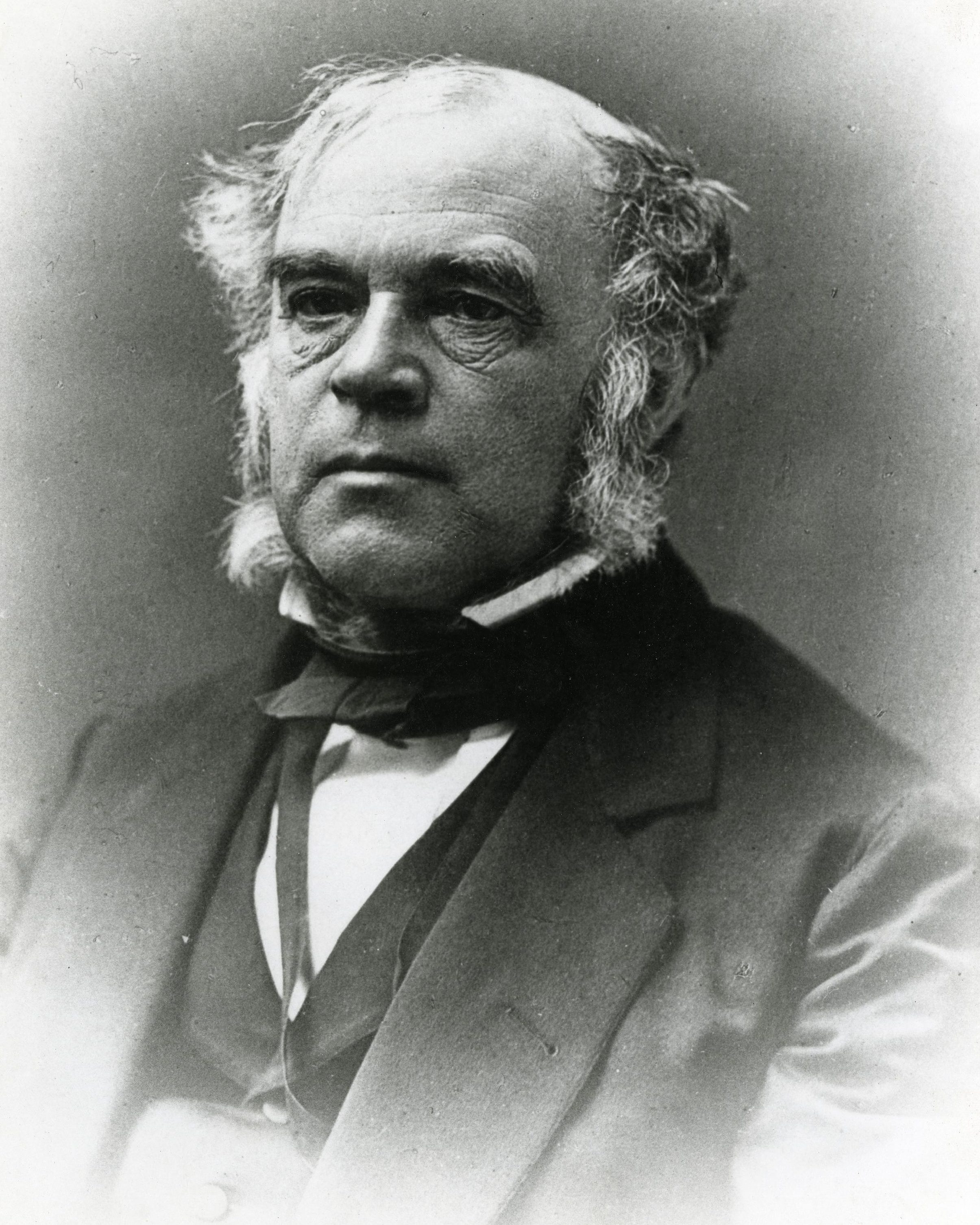
John William Draper

John William Draper (ur. 5 maja 1811 w St Helens, zm. 4 stycznia 1882 w Hastings-on-Hudson) – amerykański przyrodnik i historyk, pionier fotografii.

## Życiorys
Urodził się w Anglii, ale w 1831 roku jego rodzina wyjechała do Stanów Zjednoczonych i osiedliła się w Hrabstwie Mecklenburg w Wirginii.
W 1836 roku ukończył studia medyczne na University of Pennsylvania i zaczął nauczać w Hampden-Sydney College w Wirginii. W 1837 został uzyskał zatrudnił się na New York University, gdzie był profesorem botaniki i chemii.
Jego zainteresowanie fotochemią zbiegło się w czasie z opublikowaniem przez Louisa Jacques'a Daguerre'a prac dotyczących dagerotypii. Draper jako jeden z pierwszych wykonał tą techniką m.in. portret (mogli tego dokonać także Alexander Wolcott lub Samuel Morse), a także pierwsze zdjęcie Księżyca, uważane za początek astrofotografii. W eksperymentach tych brał udział jego syn, Henry.
Zajmował się też historią, opublikował m.in.:
- Dzieje rozwoju umysłowego Europy (The History of the Intellectual Development of Europe, 1862)
- History of the American Civil War (1867-1870)
- Dzieje stosunku wiary do rozumu (History of the Conflict between Religion and Science, 1874) – polskie tłumaczenie  Jana Aleksandra Karłowicza z 1903 r. dostępne jest na Wikiżródłach.

W latach 1876–1877 pełnił, jako pierwszy, funkcję przewodniczącego American Chemical Society.

## Literatura
- Wiktor Werner, John William Draper i Andrew Dickson White wobec wojny nauki z religią. Rola metafory historiograficznej. Kwartalnik Historii Nauki i Techniki nr 1, R. 49:2004, s. 7-27